# جورج بيج (مقدم تلفزيوني)
جورج بيج (بالإنجليزية: George Page)‏ هو مقدم تلفزيوني أمريكي، ولد في 31 مارس 1935 في هارتويل في الولايات المتحدة، وتوفي في 28 يونيو 2006 في Equinunk, Pennsylvania ‏ في الولايات المتحدة بسبب سرطان.

## وصلات خارجية
- جورج بيج على موقع IMDb (الإنجليزية)
- جورج بيج على موقع قاعدة بيانات الفيلم (الإنجليزية)